# Ring Ding Dong
《Ring Ding Dong》是韩国组合SHINee于2009年10月14日的一首单曲，作曲家是俞永镇。歌曲在网络上发布后，在Gaon Chart榜单上获得了榜首位置。这首歌随后作为专辑的第一首歌曲收录在该组合的迷你专辑《2009, Year Of Us》中。

## 推广

### MV
《Ring Ding Dong》单曲在10月14日网络发售后，SHINee在16日的KBS音乐银行中登场。同日，官方MV被上传到SM娱乐的官方YouTube频道上。
MV的开始，是SHINee的成员们在黑夜中跳舞的场景；每隔一段时间，就会切换到各个成员单独在各异的白色房间内的镜头。一系列的镜头反映了各个成员心理的黑暗面，如在玻璃容器中抓蝴蝶，在不同的镜子中呈现不同的像，用手指碰一下烛台就会点燃蜡烛，时间倒退的钟表等。在歌曲的第二段，SHINee在一片水面上跳舞，后来又坐到了后面的一辆黑色小车上。将要结束的时候，成员们的背后长出了黑色的翅膀。最后MV以组合在一个平台边眺望城市夜景的镜头结束。

## 恶搞
2013年，在中国网络上出现了填词翻唱《Ring Ding Dong》的视频，标题为《杀马特遇见洗剪吹》。这一视频及后续系列在网上爆红，被认为反映了中国社会中的阶层分化以及因此衍生出的“杀马特”亚文化。

## 榜单成绩
| 榜单               | 最高排位 |
| ------------------ | -------- |
| Gaon周单曲排行     | 1        |
| Gaon流媒体单曲排行 | 1        |
| Gaon下载单曲排行   | 1        |

## 音乐节目奖项
| 年份   | 日期     | 获胜的节目        |
| ------ | -------- | ----------------- |
| 2009年 | 10月30日 | KBS音乐银行       |
| 2009年 | 11月1日  | SBS人气歌谣       |
| 2009年 | 11月5日  | Mnet M! Countdown |
| 2009年 | 11月6日  | KBS音乐银行       |
| 2009年 | 11月8日  | SBS人气歌谣       |
| 2009年 | 11月15日 | SBS人气歌谣       |